# DDR-Meisterschaften im Biathlon 1980
Die DDR-Meisterschaften im Biathlon wurden 1980 zum 22. Mal ausgetragen und fanden vom 28. Februar bis 2. März in Oberhof statt. Eberhard Rösch gewann seinen ersten und einzigen Einzeltitel bei DDR-Meisterschaften, Klaus Siebert gewann zum dritten Mal den Titel im Sprint und den fünften und letzten Titel in einem Einzelrennen. Die SG Dynamo Zinnwald gewann ihren 14. Titel im Staffelwettbewerb und zugleich den siebten Titel in Folge. Rösch und Siebert wurden jeweils Doppelmeister.

## Einzel (20 km)

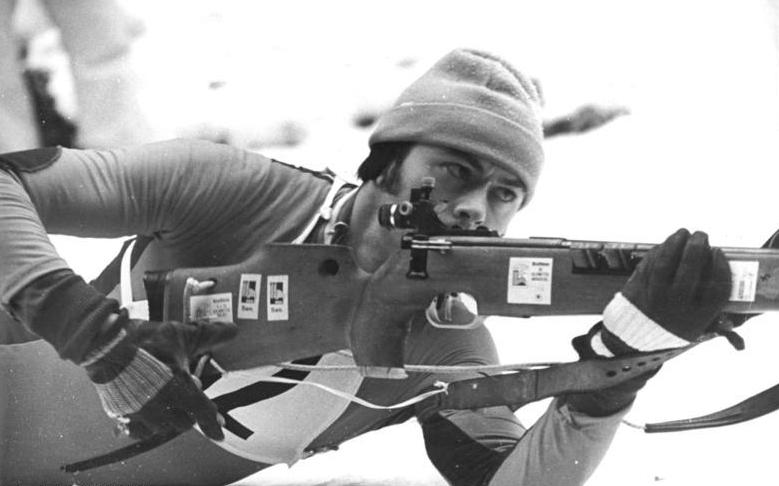
Eberhard Rösch beim Liegendschießen im Einzel-Wettbewerb.

| Platz | Sportler       | Verein               | Schießfehler | Zeit    |
| ----- | -------------- | -------------------- | ------------ | ------- |
| 1     | Eberhard Rösch | SG Dynamo Zinnwald   | 1            | 1:11:52 |
| 2     | Klaus Siebert  | SG Dynamo Zinnwald   | –            | 1:12:23 |
| 3     | Thomas Scherf  | ASK Vorwärts Oberhof | 4            | 1:15:03 |
| 4     | Mathias Jung   | ASK Vorwärts Oberhof | 4            | 1:15:18 |
| 5     | Gerd Schulz    | ASK Vorwärts Oberhof | 4            | 1:16:40 |
| 6     | Gerd Kadner    | SG Dynamo Zinnwald   | 5            | 1:17:25 |

## Sprint (10 km)
| Platz | Sportler        | Verein               | Schießfehler | Zeit  |
| ----- | --------------- | -------------------- | ------------ | ----- |
| 1     | Klaus Siebert   | SG Dynamo Zinnwald   | –            | 38:43 |
| 2     | Mathias Jung    | ASK Vorwärts Oberhof | 2            | 38:53 |
| 3     | Walter Oetzel   | SG Dynamo Zinnwald   | 1            | 39:29 |
| 4     | Andreas Göthel  | SG Dynamo Zinnwald   | 2            | 39:41 |
| 5     | Gerd Kadner     | SG Dynamo Zinnwald   | 2            | 40:08 |
| 5     | Gerold Eichhorn | SG Dynamo Zinnwald   | 2            | 40:08 |

## Staffel (3 × 7,5 km)
| Platz | Verein                 | Sportler                                  | Schießfehler | Zeit    |
| ----- | ---------------------- | ----------------------------------------- | ------------ | ------- |
| 1     | SG Dynamo Zinnwald I   | Eberhard Rösch Manfred Beer Klaus Siebert | 2            | 1:13:24 |
| 2     | ASK Vorwärts Oberhof I | Thomas Scherf Gerd Schulz Jürgen Grundler | 4            | 1:14:38 |
| 3     | SG Dynamo Zinnwald II  | Walter Oetzel Gerd Kadner Andreas Göthel  | 4            | 1:15:12 |